# LOVE one.
《LOVE one.》（愛的第一課）是日本的女歌手西野加奈的第1枚原創專輯。於2009年6月24日發行。唱片公司為SME Records Inc.。

## 概要
- 收錄第1張單曲「I」至第6張單曲「忽然好想見你」的6首A面曲，以及「glowly days」的B面曲「celtic」和新曲「想聽你的聲音 feat.VERBAL(m-flo)」等，共14首曲目。
- 新曲「Life goes on...」是九州朝日放送「水與綠色的故事」的主題曲。
- 本作分「初回限定盤」和「CD盤」2種版本
- 「初回限定盤」收錄了「I」、「即使分開兩地」、「忽然好想見你」等6首歌曲的PV。
- 在7月6日於Oricon公信榜專輯週榜取得第4名。
- 新曲「想聽你的聲音 feat.VERBAL(m-flo)」於RIAJ數位單曲下載拿下金（10萬）銷量

## 收錄內容

### CD（初回限定盤、CD盤）
1. ＊Prologue＊～Kirari～
（作詞：Kana Nishino / 作曲：ViVi / 編曲：SiZK from ★STAR GUiTAR）
4th單曲「MAKE UP」B面曲〈Kirari〉的短版
2. 即使分開兩地 feat.WISE（遠くても feat.WISE）
（作詞：Kana Nishino, WISE / 作曲・編曲：Giorgio Cancemi）
5th單曲。中京電視台「SAKAE TA☆RO」09年3月份片尾曲。
3. doll
（作詞：Kana Nishino / 作曲・編曲：the agniss）
4. Girlfriend
（作詞：Kana Nishino / 作曲：Olivia Nervo・Miriam Nervo・Bobby Huff / 編曲：SiZK from ★STAR GUiTAR）
5. 想聽你的聲音 feat.VERBAL(m-flo) （君の声を feat.VERBAL(m-flo)）
（作詞：Kana Nishino, VERBAL(m-flo) / 作曲・編曲：Giorgio Cancemi）
6. Style.
（作詞：Kana Nishino / 作曲・編曲：Kazuhiko.M）
3rd單曲。東京電視台動畫「SOUL EATER」片尾曲、富山電視台「bbt music selection」2008年8月份片頭曲、三重電視台「とってもワクドキ!」2008年7月28日～8月8日節目片尾曲。
7. Life goes on...
（作詞：Kana Nishino / 作曲・編曲：Ryuichiro Yamaki）
九州朝日放送「水與綠色的故事」的主題曲。
8. I
（作詞：Kana Nishino / 作曲：Olivia Nervo・Miriam Nervo・Bobby Huff / 編曲：SiZK from ★STAR GUiTAR）
1st單曲。日本電視台「音樂戰士 MUSIC FIGHTER」2008年2月份POWER PLAY、中京電視台「TA☆RO」2008年2月份片尾曲。
9. candy
（作詞・作曲：Kana Nishino, Jeff Miyahara）
10. MAKE UP
（作詞：Kana Nishino / 作曲・編曲：Kazuhiko.M）
4th單曲。動畫「Chocolate Underground」的主題歌
11. glowly days
（作詞：Kana Nishino / 作曲：Marimo Wamoto / 編曲：SiZK）
2nd單曲。TBS電視台「COUNT DOWN TV」片尾曲、FM三重「SINGLE TOP 30」2008年4月份片尾曲、STARCAT Channel「みゆきカフェ」2008年5月份片尾曲、熊本縣民電視台「テレビタミン」2008年5月份片尾曲。
12. celtic
（作詞：Kana Nishino / 作曲：Gajin / 編曲：Makoto Sakuma）
2nd單曲。
「glowly days」B面曲
13. 忽然好想見你（君に会いたくなるから）
（作詞：Kana Nishino, Kanako Kato / 作曲：Kana Nishino, Jeff Miyahara, Kenji "JINO" Hino / 編曲: Jeff Miyahara, Kenji "JINO" Hino）
6th單曲。Recochoku的電視廣告歌曲。
14. ＊Epilogue＊～LOVE one.～
（作詞：Kana Nishino / 作曲：ViVi / 編曲：SiZK from ★STAR GUiTAR）
純音樂。

### DVD
1. I（PV）
2. glowly days（PV）
3. Style.（PV）
4. MAKE UP（PV）
5. 即使分開兩地 feat.WISE（PV）
6. 忽然好想見你（PV）